# Pachyrrhiza
Pachyrrhiza är ett släkte av tvåvingar. Pachyrrhiza ingår i familjen stilettflugor.
Kladogram enligt Catalogue of Life:
| Pachyrrhiza | \| \| Pachyrrhiza argentata \| \| \| \| \| \| Pachyrrhiza pictipennis \| \| \| \| |
|             | \| \| Pachyrrhiza argentata \| \| \| \| \| \| Pachyrrhiza pictipennis \| \| \| \| |
|             | Pachyrrhiza argentata                                                             |
|             |                                                                                   |
|             | Pachyrrhiza pictipennis                                                           |
|             |                                                                                   |